# Jacques Daret

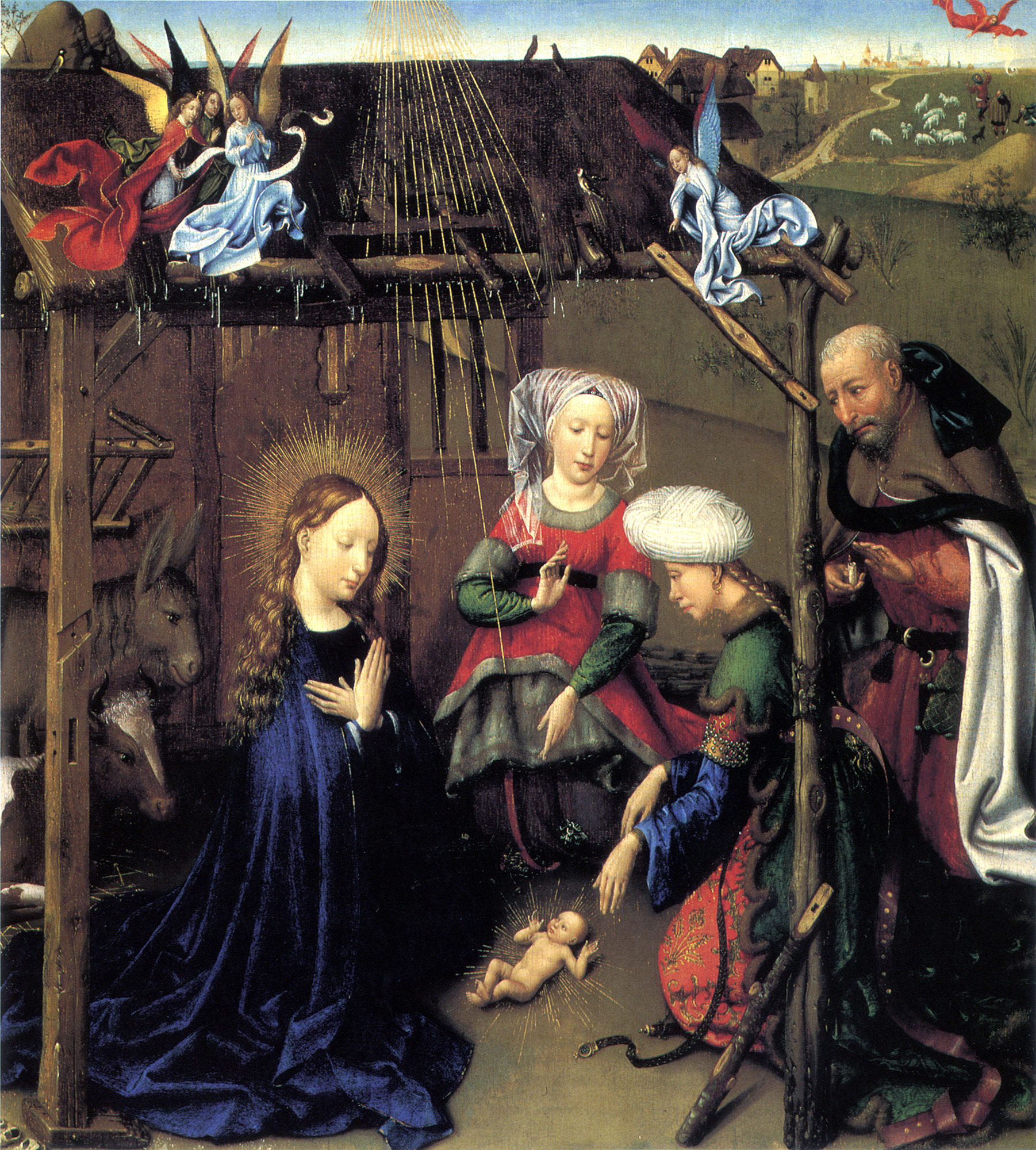
L'adorazione del Bambino, 1434/1435, olio su tavola, 60x53 cm, Madrid, Museo Thyssen-Bornemisza. La presenza delle due levatrici Zelomi e Salomè assieme al neonato Gesù ha come fonte il Vangelo apocrifo dello Pseudo Matteo, nel quale le due donne assolvono alla funzione di testimoniare la verginità di Maria dopo il parto. In maniera simile Robert Campin incluse le due donne nella sua Adorazione dei pastori, conservata al Museo delle belle arti di Digione, alla quale Daret si ispirò anche per gli aspetti compositivi e formali.

Jaques Daret (Tournai, 1400-1405 – dopo il 1468) è stato un pittore fiammingo.

## Vita e opere
Figlio di uno scultore, in un documento è registrato come apprendista di Robert Campin nel 1427 o 1428 (anche se è possibile che l'apprendistato sia cominciato prima, dato che viveva con lui fin dal 1418) assieme a «Rogelet de la Pasteur», ovvero Rogier van der Weyden.
Nel 1432 si iscrisse come maestro indipendente nella gilda di Tournai, dalla quale divenne subito decano, ed ebbe come apprendista il fratellastro Daniel Daret, che lavorò per Filippo III di Borgogna.
Dal 1433 al 1435 lavorò alla realizzazione di una pala d'altare per la cappella funeraria dell'abate Jean de Clerq, rettore dell'abbazia di San Vedasto di Arras, città nella quale Daret visse dal 1441 al 1452. Nel 1454 lavorò per la corte di Filippo III alle decorazioni realizzate per il banchetto del fagiano tenutosi il 17 febbraio a Lilla con lo scopo di raccogliere i finanziamenti per una crociata mai realizzata che doveva avere lo scopo di liberare Costantinopoli, caduta l'anno prima. Infine, con Vrancke van der Stockt, partecipò ai festeggiamenti organizzati nel 1468 nella città di Bruges per il matrimonio tra Carlo I di Borgogna e Margherita di York.
Della sua produzione documentata esisrono solo quattro delle tavole della pala d'altare dipinta per Jean dy Clerq, 
un'opera che venne smantellata nel 1651. Secondo le vecchie descrizioni, i quattro pannelli, una Visitazione e un'Adorazione dei Magi conservate alla Gemäldegalerie di Berlino, una Natività al Museo Thyssen-Bornemisza di Madrid e una Presentazione al Tempio al Petit Palais di Parigi, occupavano assieme ad un'Annunciazione andata perduta le ante laterali dell'altare, concepito come un trittico con sculture nella parte centrale, occupata dai dodici apostoli ripartiti in quattro nicchie e da una Coronazione della Vergine nella parte superiore. Daret è autore, oltre che delle tavole, anche della pittura delle statue.

### Esplicative
1. ↑  Alcuni studiosi mettono in dubbio tali date perché provenienti da una copia del documento realizzata nel 1482, vedi Ribberbos et al. (2005), p. 12

### Riferimenti
1. ↑  Panofsky, pp. 159-160.
2. 1 2  Ribberbos et al. (2005), p. 12.
3. 1 2 3   Jaques Daret, su museothyssen.org, Museo Thyssen-Bornemisza. URL consultato il 29.08.2017.
4. ↑  Panofsky, p. 157.
5. 1 2  Pita Andrade, p. 120.
6. ↑   Daret, Jaques, su treccani.it, Treccani. URL consultato il 29.08.2017.
7. ↑   La Adoración del Niño, su museothyssen.org, Museo Thyssen-Bornemisza. URL consultato il 29.08.2017.